# 戈羅比伊夫卡 (卡尼夫區)
49°34′14″N 31°23′59″E / 49.57056°N 31.39972°E
霍羅比伊夫卡（烏克蘭語：Горобіївка）是位於烏克蘭中部的村莊，由切爾卡瑟州切爾卡瑟區的斯泰潘齊市鎮負責管轄。該村始建於十八世紀，面積2.13平方公里，海拔高度159米，2001年人口422，人口密度每平方公里198人。